# 魔王カムパニー
『魔王カムパニー』（まおうカムパニー）は、マトリックスが開発しジー・モードより配信されたRPG。フィーチャーフォン向けとしてiアプリ、Vアプリ、EZアプリ版がそれぞれ2006年4月24日、8月1日、12月14日に発売され、フィーチャーフォンのゲームを移植するプロジェクト「G-MODEアーカイブス」の第32弾としてNintendo Switch版が2021年3月4日に発売された。

## 概要
プレイヤーは主人公の「ロキ」、パーティーの「アスモ」、「ヴェルゼ」、「ミカヅキ」を操作し、ダンジョン、フィールドに存在する敵を倒して成長しつつ、自らの存在意義を求め旅をする。

## 世界観
登場人物は、主人公側がロキ、アスモ、ヴェルゼなどキリスト教や北欧神話において悪魔とされる存在であるのに対し、敵側はミカエル、ガブリエルなど天使と呼ばれる存在である。
このため、単純な善悪の対立という軸ではなく、「魔の側から見た世界の創世」というテーマがゲーム根底にある。

## フィールド
フィールドとダンジョンから構成されている。フィールドはダンテの神曲で描かれる地獄のように階層構造になっており、階層を移動するにはワープポイントを経なければならない。

## 成長システム
戦闘によって得られる経験値により、レベル制で成長する。なお、戦闘では経験値と同時に、スキル獲得のための「FP」と呼ばれる数値、ゲーム内で使う「MONEY」も得られる。

## 装備
- 武器：主に攻撃力に影響する。単純な攻撃力より、武器性能が高い武器の方が敵に与えるダメージは大きい。
- 防具:主に物理、魔法の防御、回避率などに影響する。
- スキル:魔法などの特殊技能。習得したフォームを任意に装備できる。

## フォーム
いわゆるジョブチェンジシステムに相当する。当初のフォームは全員が基本フォームである「デビリッシュ」であるが、条件をクリアしてゆけば各種のフォームが入手できる。エンゲージコマンドで任意に変更可能。各フォームは固有のスキルを持ち、FP値が規定の量に達すれば他のフォームになった時でもそのスキルを装備できるようになる。

## キャラクター
- ロキ：本編の主人公。本編での悪魔の特徴とされる「角」「羽」「尻尾」を全て持たず、魔界では下級の存在とされる。
- アスモ：四大貴族とされる「デウス家」の上級悪魔。三つの特徴を全て持つ。
- ヴェルゼ：中級貴族「ブブ」家の一員。「角」を持たないため、一族から冷遇されている。
- ミカヅキ：「デウス家」の召使い。「羽」しか持たないため下級悪魔とされている。

## スタッフ
- プロデューサー：河上京子
- ディレクター：栗田祐介